# Инаугурация Теодора Рузвельта (1901)
Первая инаугурация Теодора Рузвельта в качестве 26-го Президента США состоялась 14 сентября 1901 года, после смерти 25-го президента Уильяма Мак-Кинли в этот же день.
Федеральный судья США Джон Р. Хейзел проводил президентскую присягу. Данная инаугурация – пятая незапланированная, чрезвычайная инаугурация в истории инаугураций президента США.

## Предыстория
6 сентября 1901 года 25-й вице-президент США Теодор Рузвельт будучи на завтраке Вермонтской лиги «Фиш-энд-Гейм» на озере Шамплейн узнал новость о том, что президент Мак-Кинли был застрелен. Он поспешил в Буффало, но, убедившись, что президент поправится, отправился в запланированный семейный поход на гору Марси на хребте Адирондак. 
Через неделю после ранения президента, в горах гонец сообщил Рузвельту, что Мак-Кинли лежит на смертном одре. Рузвельт размышлял вместе со своей женой Эдит, как лучше отреагировать, не желая появляться в Буффало и ждать смерти Мак-Кинли. Несколько дилижансов доставили Рузвельта на станцию Норт-Крик. На вокзале Рузвельту вручили телеграмму, в которой говорилось, что президент Мак-Кинли скончался в 2:15 того же дня (14 сентября). Новый президент отправился поездом из Норт-Крик в Буффало. Он прибыл в Буффало позже тем же утром, приняв приглашение остановиться в доме Ансли Уилкокса, известного юриста и своего друга с начала 1880-х годов, когда они оба тесно сотрудничали с тогдашним губернатором Нью-Йорка Гровером Кливлендом над реформой государственной службы.

## Церемония
14 сентября, в 3 часа дня несколько членов кабинета президента Мак-Кинли прибыли в поместье Уилкокса. Это были военный министр США Элиу Рут, министр военно-морских сил США Джон Дэвис Лонг, генеральный прокурор США Филандер Чейз Нокс, министр внутренних дел США Итен Хичкок, генеральный почтмейстер США Чарльз Эмори Смит и министр сельского хозяйства США Джеймс Уилсон. С ними также были федеральный судья Джон Р. Хейзел, судья Апелляционного суда штата Нью-Йорк Альберт Хейт и сенатор Соединённых Штатов от штата Нью-Йорк Чонси Депью. Рузвельт встретился с ними неофициально в библиотеке поместья, и в последний момент в помещение впустили газетчиков, которых запретили фотографировать. Затем, когда Рузвельта спросили, готов ли он принять присягу, он ответил: «Я приму присягу. И в этот час глубокой и ужасной национальной утраты я хочу заявить, что моей целью будет продолжать, абсолютно без колебаний, политику президента Мак-Кинли во имя мира и чести нашей любимой страны». После его ответа Хейзел привёл к присяге новоизбранного президента.

## Галерея

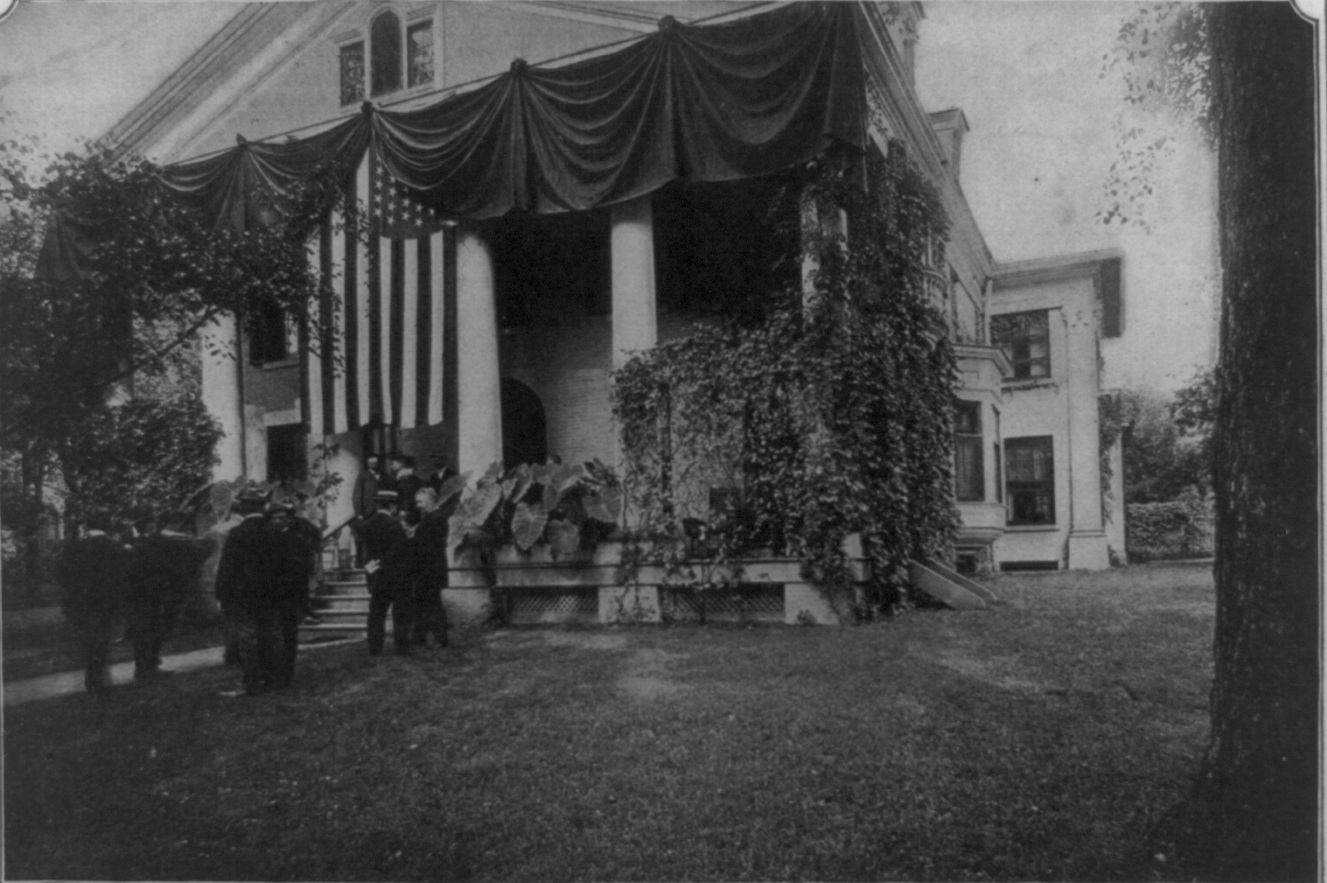
Поместье Ансли Уилкокса — место проведения инаугурации
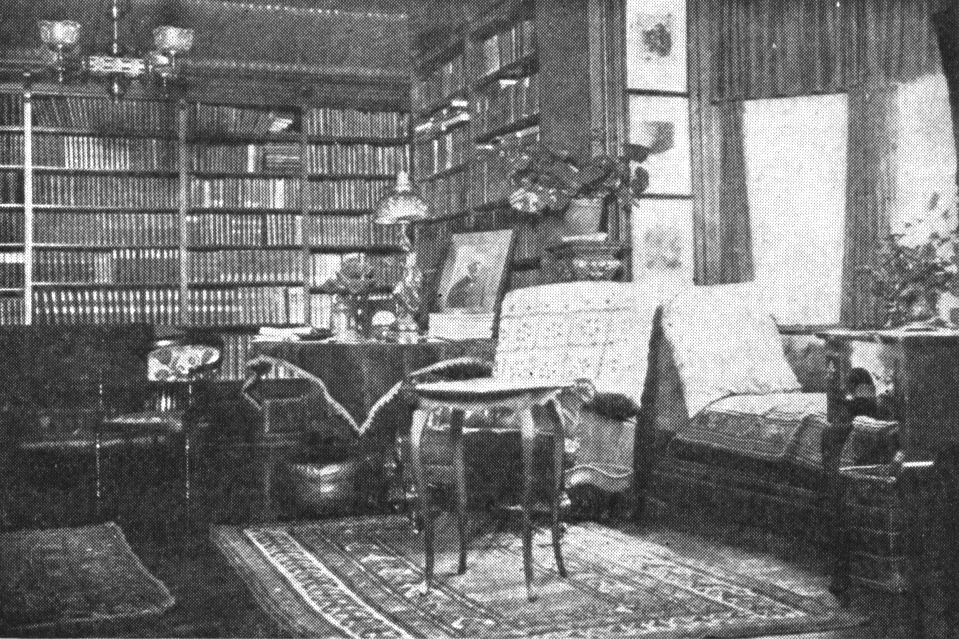
Библиотека, в которой Рузвельт принял присягу